# Xã West Doniphan, Quận Ripley, Missouri
Xã West Doniphan (tiếng Anh: West Doniphan Township) là một xã thuộc quận Ripley, tiểu bang Missouri, Hoa Kỳ. Năm 2010, dân số của xã này là 681 người.